# Марреро (Луїзіана)
Марреро (англ. Marrero) — переписна місцевість (CDP) в США, в окрузі Джефферсон штату Луїзіана. Населення — 32 382 особи (2020).

## Географія
Марреро розташоване за координатами 29°53′10″ пн. ш. 90°6′48″ зх. д. / 29.88611° пн. ш. 90.11333° зх. д. (29.886163, -90.113263).  За даними Бюро перепису населення США в 2010 році переписна місцевість мала площу 22,26 км², з яких 20,56 км² — суходіл та 1,70 км² — водойми. В 2017 році площа становила 20,16 км², з яких 18,65 км² — суходіл та 1,52 км² — водойми.

## Демографія
Згідно з переписом 2010 року, у переписній місцевості мешкала 33 141 особа в 12 218 домогосподарствах у складі 8629 родин. Густота населення становила 1489 осіб/км².  Було 13212 помешкання (593/км²).
Расовий склад населення:
| - 49,2 % — чорних або афроамериканців - 42,1 % — білих - 4,7 % — азіатів - 0,7 % — корінних американців - 1,7 % — осіб інших рас |

До двох чи більше рас належало 1,6 %. Частка іспаномовних становила 5,4 % від усіх жителів.
За віковим діапазоном населення розподілялося таким чином: 24,8 % — особи молодші 18 років, 61,2 % — особи у віці 18—64 років, 14,0 % — особи у віці 65 років та старші. Медіана віку мешканця становила 38,2 року. На 100 осіб жіночої статі у переписній місцевості припадало 85,8 чоловіків;  на 100 жінок у віці від 18 років та старших — 81,9 чоловіків також старших 18 років.
Середній дохід на одне домашнє господарство  становив 48 140 доларів США (медіана — 34 419), а середній дохід на одну сім'ю — 56 835 доларів (медіана — 47 076). Медіана доходів становила 40 073 долари для чоловіків та 29 383 долари для жінок. За межею бідності перебувало 24,7 % осіб, у тому числі 40,8 % дітей у віці до 18 років та 18,0 % осіб у віці 65 років та старших.
Цивільне працевлаштоване населення становило 13 082 особи. Основні галузі зайнятості: освіта, охорона здоров'я та соціальна допомога — 23,6 %, мистецтво, розваги та відпочинок — 12,2 %, роздрібна торгівля — 10,7 %, виробництво — 9,6 %.